# Rafael Mendizábal Iturain
Rafael Mendizabal Iturain (Sant Sebastià; 6 de gener de 1940-Barbate; 1 d'agost de 2009) va ser un dramaturg d'Espanya. Va tenir grans èxits populars en la dècada de 1980 amb comèdies protagonitzades per Florinda Chico o Rafaela Aparicio. En 1994 estrenà al Victoria Eugenia Antzokia de Sant Sebastià Feliz cumpleaños, señor ministro (Premi Ciutat de Sant Sebastià 1992), on aborda la transsexualitat i l'homosexualitat, afer que també tractà a Madre amantísima (estrenada al Centro Cultural de la Villa de Madrid en 2003).

## Obres
- Feliz cumpleaños, señor ministro.
- Mala yerba.
- La abuela echa humo.
- Viva el cuponazo.
- ¿Qué fue del sinvergüenza?
- Que me quiten lo bailao (la reina castiza).
- Madre amantísima.
- Mi tía y sus cosas.
- Mañana será jueves.
- Gente guapa, gente importante.
- ¿Le gusta Schubert?
- Crímenes horrendos.
- Una mala noche la tiene cualquiera.